# Xylaire polymorphe

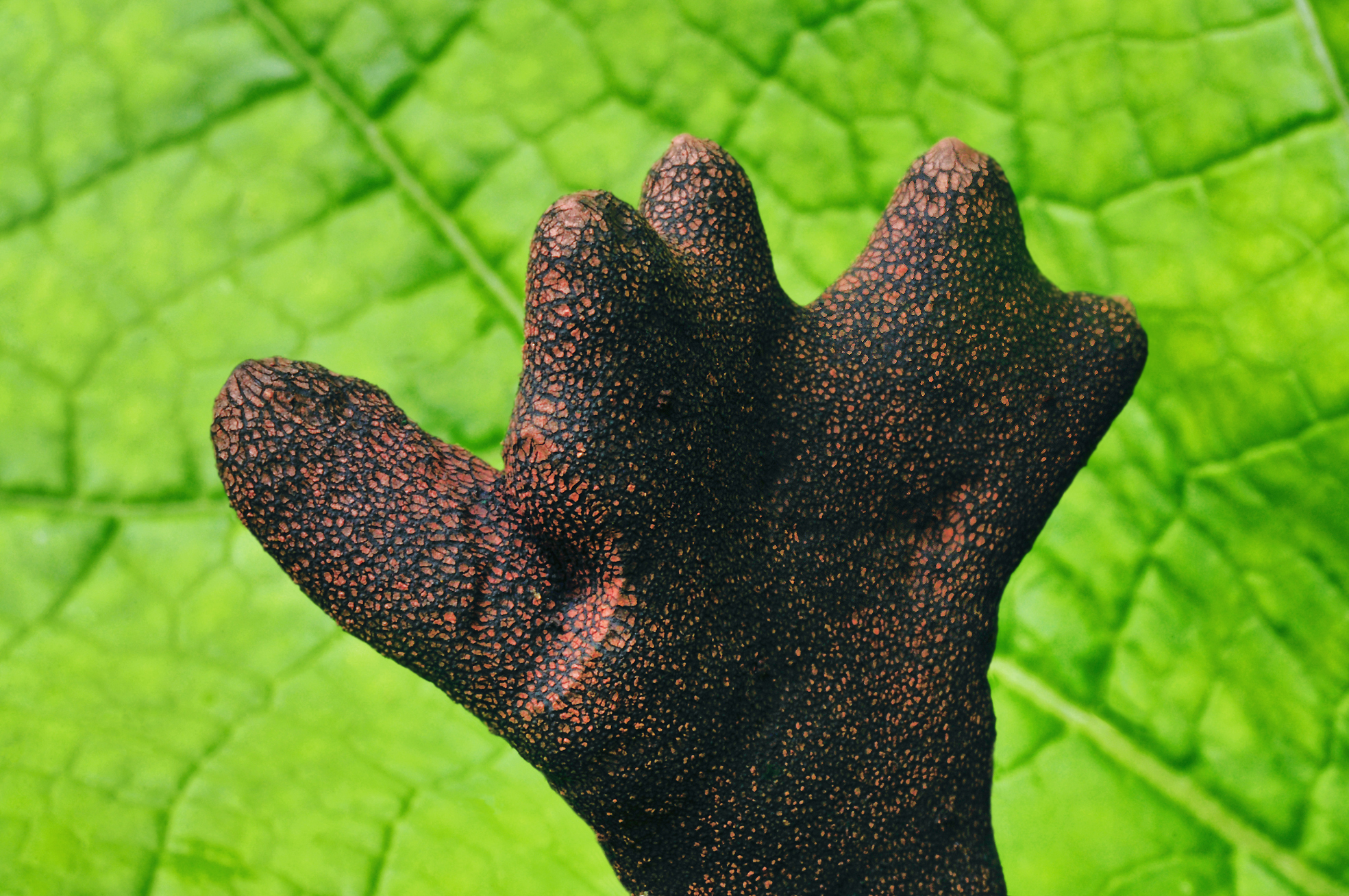
Xylaria polymorpha
Espèce
La Xylaire polymorphe (Xylaria polymorpha) est une espèce de champignons ascomycètes du genre Xylaria et de la famille des Xylariaceae.
Elle est surnommée « main des morts », « doigt de l'homme mort » ou encore « doigt du diable ». 

## Description
Principalement trouvé en forêt, ce champignon à l'allure noire peut ressembler aux doigts d'un cadavre, d'où ses différents surnoms.
Le chapeau mesure généralement entre 3 et 10 cm et pousse sous forme de colonne ou de massue. Il est tout d'abord de couleur brunâtre puis devient noir à maturité. 
La chair de cette espèce est blanche, fibreuse, liégeuse et coriace. En périphérie, elle comprend des périthèces contenant des spores,.
Il s'agit d'un champignon saprophyte, c'est-à-dire qu'il se nourrit de bois mort. Il se nourrit plus précisément de certaines composantes du bois comme les polysaccharides, entre autres.

## Habitat
Commun sur bois mort au sol notamment de hêtres et autres feuillus comme les chênes et les noisetiers. Ce champignon peut y être observé durant l'été et l'automne.

## Comestibilité
Cette espèce n'est pas consommable.

## Taxonomie
Le nom correct complet (avec auteur) de ce taxon est Xylaria polymorpha (Pers.) Grev., 1824.
L'espèce a été initialement classée dans le genre Sphaeria sous le basionyme Sphaeria polymorpha Pers., 1797.
Ce taxon porte en français les noms vernaculaires ou normalisés suivants : pourridié laineux du poirier, xylaire polymorphe.

### Synonymes
Xylaria polymorpha a pour synonymes :
- Cordyceps polymorpha (Pers.) Fr., 1818
- Cordylia polymorpha (Pers.) Fr., 1818
- Hypoxylon polymorphum (Pers.) Gray, 1821
- Hypoxylon var. polymorphum (Pers.) Mont., 1840
- Sphaeria polymorpha Pers., 1797
- Xylosphaera polymorpha (Pers.) Dumort., 1822
- Xylosphaeria polymorpha (Pers.) Dumort. (1822), 1822

### Liste des sous-espèces et variétés
Selon MycoBank (13 février 2024) :
- Xylaria polymorpha subsp. pachystroma Sacc., 1890
- Xylaria polymorpha subsp. polymorpha
- Xylaria polymorpha var. acrodactyla Nitschke
- Xylaria polymorpha var. acuminata Starbäck, 1901
- Xylaria polymorpha var. combinans Peck, 1907
- Xylaria polymorpha var. fastigiata Speg., 1884
- Xylaria polymorpha var. hypoxylea Nitschke
- Xylaria polymorpha var. mentzeliana Tul.{?}
- Xylaria polymorpha var. pistillaris Nitschke
- Xylaria polymorpha var. polymorpha
- Xylaria polymorpha var. spathulata (Pers.) Nitschke

## Publication originale
- Greville, RK, Flora Edinensis, 1824, p. 1-478